# 沃夫基夫卡 (瓦西里夫卡區)
47°17′12″N 35°5′12″E / 47.28667°N 35.08667°E
沃夫基夫卡（烏克蘭語：Вовківка）是位於烏克蘭東南部的村莊，由扎波羅熱州瓦西里夫卡區的米哈伊利夫卡市鎮負責管轄。該村始建於1876年，面積0.78平方公里，海拔高度83米，2001年人口137，人口密度每平方公里175.6人。